# Made of Hate
Made of Hate est un groupe de death metal mélodique polonais formé en 2001. Fondé par Michal Kostrzynski, le groupe s'appelait à la base  Archeon ; ce n'est qu'en 2007 que les membres du groupe décident de changer de nom pour Made of Hate.

## Biographie
Le groupe a pour principales influences  le speed metal, le power metal et certains groupes de death metal mélodique. Cette formation est peu connue de la scène internationale et reste donc très underground. Le groupe ne sort qu'un seul album studio sous le nom d'Archeon ; paru en 2005, il s'intitule End of the Weakness.
En 2007, les membres d'Archeon décident de changer le nom du groupe pour Made of Hate. Ils prennent également la décision d'abandonner les claviers de leurs compositions. S'ensuivirent deux albums studio, Bullet In Your Head en 2008, et Pathogen en 2010. Le principal changement dans le dernier album est le fait que les parties vocales sont maintenant assurées par Radek Polrolniczak (qui s'occupait de la guitare rythmique sur les anciens albums) et non plus par Michael Kostrzynski.

## Membres
- Michal Kostrzynski – guitare, chœurs
- Radek Polrolniczak – chant
- Jarek Kajszczak – basse
- Tomek Grochowski – batterie

## Discographie
- 2005 : End of the Weakness (sorti sous la nom de groupe Archeon)
- 2008 : Bullet In Your Head
- 2010 : Pathogen
- 2014 : Out of Hate